# Didymopanax calvus
Didymopanax calvus é uma espécie de planta do gênero Didymopanax e da família Araliaceae. 

## Taxonomia
Os seguintes sinônimos já foram catalogados:  
- Panax calvum  Cham.
- Didymopanax claussenianus  Decne. & Planch. ex Marchal
- Didymopanax micranthus  Marchal
- Didymopanax pachycarpus  Marchal
- Schefflera clausseniana  (Decne. & Planch. ex Marchal) Frodin
- Schefflera pachycarpa  (Marchal) Frodin
- Schefflera regnelliana  Frodin
- Schefflera calva  (Cham.) Frodin & Fiaschi

## Forma de vida
É uma espécie terrícola e arbustiva. 

## Descrição
| Folha                     | Folha                                       |
| ------------------------- | ------------------------------------------- |
| folha                     | composta digitada em 1 verticilo apical     |
| número de folíolos        | 7/8/9/10/11/12                              |
| forma das lâminas         | estreita elíptica/estreita oblonga/obovada  |
| base das lâminas          | arredondada/obtusa/cuneada                  |
| margem das lâmina         | inteira                                     |
| ápice das lâminas         | acuminado/agudo                             |
| face abaxial              | glabrescente/serícea                        |
| Inflorescência            |                                             |
| posição                   | pseudolateral                               |
| número de ramos primários | 2/3/4/5/6/7/8/9/10 ou mais                  |
| inflorescência parcial    | umbela                                      |
| Flor                      |                                             |
| cor das pétala            | amarelada/esverdeada                        |
| face abaxial das pétala   | glabrescente/serícea                        |
| filete                    | menor que antera                            |
| disco                     | glabro                                      |
| ovário                    | bilocular/trilocular/tetralocular           |
| Fruto                     |                                             |
| quando seco               | achatado lateralmente/3 - lobado/4 - lobado |

## Conservação
A espécie faz parte da Lista Vermelha das espécies ameaçadas do estado do Espírito Santo, no sudeste do Brasil. A lista foi publicada em 13 de junho de 2005 por intermédio do decreto estadual nº 1.499-R. 

## Distribuição
A espécie é encontrada nos estados brasileiros de Distrito Federal, Espírito Santo, Goiás, Minas Gerais, Paraná, Rio de Janeiro, Rio Grande do Sul, Santa Catarina e São Paulo. 
Em termos ecológicos, é encontrada nos  domínios fitogeográficos de Cerrado e Mata Atlântica, em regiões com vegetação de mata ciliar, floresta estacional semidecidual e floresta ombrófila pluvial.